# Markus Eichler
Markus Eichler (Varel, 18 februari 1982) is een Duits voormalig wielrenner.

## Carrière
Marcus Eichler was profwielrenner vanaf het seizoen 2003 tot en met 2014. Hij begon zijn carrière bij het Team ComNet-Senges. Deze ploeg veranderde in 2006 van naam en ging Team Regiostrom-Senges heten. In 2007 reed Eichler voor de ploeg Unibet.com, en van 2008 tot en met 2010 voor de Italiaans-Duitse formatie Team Milram. Als eerste grote ronde reed hij de Ronde van Italië 2008, waarin hij als laatste eindigde.   

## Belangrijkste overwinningen
2006
- GP de Lillers
- Ronde van Drenthe
- GP de Dourges
- Rund um den Elm

2010
- Batavus Pro Race

2011
- 3e etappe Ronde van Azerbeidzjan
- Proloog Flèche du Sud

## Gewonnen trui
2008
 Ronde van Italië 2008

## Resultaten in voornaamste wedstrijden
| Jaar | Ronde van Italië | Ronde van Frankrijk | Ronde van Spanje |
| ---- | ---------------- | ------------------- | ---------------- |
| 2007 |                  |                     |                  |
| 2008 | 141e (laatste)   |                     |                  |
| 2009 |                  |                     |                  |
| 2010 |                  |                     | 113e             |
| 2012 |                  |                     |                  |
| 2013 |                  |                     |                  |

| Jaar | Gent-Wevelgem | Ronde van Vlaanderen | Parijs-Roubaix | Ronde van Lombardije |
| ---- | ------------- | -------------------- | -------------- | -------------------- |
| 2007 |               | opgave               |                |                      |
| 2008 | 136e          |                      | 30e            |                      |
| 2009 |               |                      | 73e            |                      |
| 2010 | 70e           | opgave               | opgave         | opgave               |
| 2012 |               |                      | buit.tijd      |                      |
| 2013 |               | 106e                 | opgave         |                      |

Chatoentsev · Carrara · Casper · Cooke · Coyot · Criel · Eichler · Gardeyn · Gołaś · Hunt · Jacobs · Kolesnikov · Larsson · Ljungblad · Pasamontes · Peña · Pronk · Rujano · Scheuneman · Suray · ten Dam · Thijs · Urán · Vandenbergh · Vinther · Wilson · Zanotti · Bideau (stagiair) · Persson (stagiair) · Van Der Schueren (stagiair)
Astarloa (tot 31/05) ·
Barla ·
Djoedja ·  
Eichler ·
Gajek ·
Ghisalberti ·
Grabsch ·
Haueisen ·
Hryvko · 
Jurčo · 
Knees ·
Kux ·
Lancaster ·
Müller ·
Ongarato ·   
Petacchi (tot 30/04) ·
Poitschke ·
Rigotto ·
Roels ·
Sabatini ·
Schröder ·
Schwager ·
Terpstra ·
M. Velits ·
P. Velits ·
Velo ·
Zabel ·
Geschke (stagiair) ·
Hassink (stagiair) ·
Schluter (stagiair)
Barla ·
Ciolek ·  
Eichler ·
Förster ·
M. Fothen ·
T. Fothen ·
Fröhlinger ·
Gajek ·
Gerdemann ·
Knaven ·
Knees ·
Kux ·
Müller ·
Roels ·
Rohregger ·
Russ ·
Scholz ·
Schröder ·
Stroetinga ·
Terpstra ·
M. Velits ·
P. Velits ·
Voss ·
Wegmann ·
Wrolich
Caruso (tot 30/06) ·
Ciolek ·
De Vocht ·  
Eichler ·
Förster ·
M. Fothen ·
T. Fothen ·
Fröhlinger ·
Gajek ·
Gerdemann ·
Kluge ·
Knaven (tot 15/08) ·
Knees ·
Nerz ·
Roberts ·
Roels ·
Rohregger ·
Russ ·
Schröder ·
Sentjens (tot 31/08) ·
Stroetinga ·
Terpstra ·
Voss ·
Wegmann ·
Wrolich ·
Schäfer (stagiair) ·
Weicht (stagiair)
Baldauf · Bruno · Eichler · Fiedler · Forberger · M.Fothen · T.Fothen · Mayer · Menville · Mortka · Obst · Schädlich · Schmeiser · Takacs · Thömel · Thurau
Bárta · 
Benedetti · 
Camaño · 
De la Cruz · 
Dempster · 
Downing · 
Eichler · 
Huzarski · 
Jarc ·   
Kluge ·   
König · 
Matzka · 
McEvoy ·
Mendes · 
Rowsell · 
Schillinger · 
Schorn · 
Schwarzmann · 
Thwaites · 
Voss · 
Wetterhall